# Ruslan Kamilov
Ruslan Kamilov (ur. 28 maja 1993) – uzbecki zapaśnik walczący w stylu klasycznym. Brązowy medal na mistrzostwach Azji w 2012. Brązowy medalista igrzysk młodzieży w 2010 roku.